# Bernhard Grafhorst
Bernhard Grafhorst (12 janvier 1913, Nordwalde - 2 septembre 1943, Woitenkoff, [Voytenkov, 49° 57′ 00″ N ; 35° 37′ 00″ E, Oblast de Kharkiv]) est un militaire allemand. Il est enterré à Dnipropetrovsk, Ukraine.
Selon une autre source, il a été tué au cours de la 4e bataille de Kharkiv le 15 août 1943 aux alentours du village de Klenovoye (50° 08′ 50″ N ; 35° 41′ 28″ E) au nord-ouest de Kharkiv.

## Période du national-socialisme

### Avant-guerre
Dans les années 1930 il entre au NSDAP et reçoit le numéro de membre 2 472 705.
Dans les années 1930 il entre dans la SS (numéro de membre 132 046).
À partir du 1er octobre 1937 Bernhard Grafhorst suit le 5e cours pour cadets en temps de paix (5. Friedens-Junker-Lehrgang) comme candidat à une fonction de chef dans la SS (SS-Führeranwärter) à l'école de cadets SS (SS-Junkerschule) à Bad Tölz (Bavière).
Grafhorst et les autres participants du cours 1937/38 à la Junkerschule de Bad Tölz sont promus le 9 novembre 1938 au rang d'un SS-Untersturmführer lors d'une cérémonie à Munich,. Ensuite, il est muté, en décembre 1938, à la SS-Totenkopfstandarte III "Thüringen".

### Seconde Guerre mondiale: Waffen-SS
Depuis juin 1941 il est avec le grade de Obersturmführer à la tête de la 3e compagnie du bataillon de la Waffen-SS à la disposition spéciale (zur besonderen Verfügung) de la Einsatzgruppe C. Fin septembre 1941 Grafhorst participe avec des volontaires de son unité à Babi Yar. L'après-midi du 30 septembre Grafhorst se rendit à Berlin et demanda que sa compagnie soit détachée du Sonderkommando 4a.  En octobre 1941 sa compagnie fut attribuée à la 5e Panzerdivision SS Wiking pour combattre au front.
Au moment de sa mort, il commande avec le grade de Hauptsturmführer un bataillon de volontaires estoniens portant le nom de SS-Freiwilligen Panzergrenadier Bataillon Narwa de la 5e Panzerdivision SS Wiking.